# Капранов Вадим Павлович
Капранов Вадим Павлович (26 лютого 1940 — 4 червня 2021) — радянський баскетболіст.
Учасник Олімпійських Ігор 1968 року.